# 中国人民解放军陆军合成第一二三旅
合成第一二三旅（英語：123rd Combined Arms Brigade），又名“塔山劲旅”，是中国人民解放军陆军第七十五集团军下辖的一个重型合成旅，驻地广西壮族自治区贵港市。

## 历史概述
1945年11月，八路军山东军区第五师渡海北上，其中一部整编为东北民主联军第四纵队第十二师，后为第四十一军第一二三师。山东军区第五师下属部队均来自于胶东军区，许多干部和战士均参加过天福山起义，成立之初底子虽不如山东军区其他部队，但仍有大量作战经验丰富的干部与战斗骨干。
塔山阻击战中，第十二师第三十四团奉命驻守塔山村的桥头堡阵地，数十次打退中华民国陆军参与进攻的部队中最为凶悍的“赵子龙师”——独立九十五师，最终完成了阻击的任务，第三十四团也因此被授予“塔山英雄团”的荣誉称号。随后历经数次改革，第十二师整编为中国人民解放军第一二三师。
2017年，机步一二三师拆出机步三六九团与装甲第十五旅一部组合成中型合成第一五四旅，余部改编为重型合成旅。

## 沿革
参考资料：
| 部隊番號                           | 使用時期             |
| 前身                               | 前身                 |
| ---------------------------------- | -------------------- |
| 山东军区第五师一部                 | 1945年8月-1945年11月 |
| 东北人民自卫军第三纵队             | 1945年11月-1946年2月 |
| 东北人民自卫军第三纵队第四、第五旅 | 1945年11月-1946年2月 |
| 现有编制                           |                      |
| 东北民主联军第十二旅               | 1946年2月-1946年7月  |
| 东北民主联军第十二师               | 1946年7月-1948年11月 |
| 中国人民解放军第一二三师           | 1948年11月-1960年1月 |
| 陆军第一二三师                     | 1960年1月-1985年4月  |
| 摩托化步兵第一二三师               | 1985年4月-2006年7月  |
| 机械化步兵第一二三师               | 2006年7月-2017年2月  |
| 合成第一二三旅                     | 2017年2月至今        |

## 荣誉
- 塔山英雄团：前为一二三师三六七团，现为本旅[5]
- 白台山英雄团：前为一二三师三六九团，现为中型合成第一五四旅。